# Stanton by Dale
Stanton by Dale è un villaggio e parrocchia civile dell'Inghilterra, appartenente alla contea del Derbyshire.